# Marzia Sabella
Marzia Eugenia Sabella (Bivona, 10 marzo 1965) è una magistrata italiana, dal 2017 procuratrice aggiunta della Repubblica presso il tribunale di Palermo.

## Biografia

### Studi e prime indagini
(Nicolò Angileri-Raffaella Catalano, Angeli e orchi, 2009)
Nata da genitori avvocati a Bivona, in provincia di Agrigento, ove ha trascorso la giovinezza, ha conseguito la maturità classica in Sicilia e si è laureata in giurisprudenza a Milano. È sorella di Alfonso Sabella.
Divenuta magistrata, ha iniziato a lavorare presso la procura di Palermo dopo la stagione delle stragi di Falcone e Borsellino. Dal 1996 indagò su casi di stupri e pedofilia: il primo processo interamente istruito da Marzia Sabella fu ai pedofili di Ballarò, a Palermo, in cui, grazie alla giovane magistrata, fu emessa una sentenza «destinata a imprimere un precedente in giurisprudenza». La stessa Sabella, in un'intervista, affermò:
Dal 2001 fu incaricata di occuparsi d'indagini di mafia.

### La cattura di Provenzano
Sabella è stata l'unica donna del pool di magistrati che nel 2006 hanno coordinato la cattura di Bernardo Provenzano.

### Altre indagini
Il 1º luglio 2011 è stato arrestato Gaetano Riina, fratello di Salvatore, dopo tre anni d'indagini (Operazione Apice) condotte dalla Dda di Palermo, dal procuratore aggiunto Ignazio De Francisci e dalla stessa Marzia Sabella; l'operazione ha portato all'arresto anche di Alessandro Correnti e Giuseppe Grizzafi, pronipoti del boss di Corleone, e Giovanni Durante, che ha risposto di estorsione.
Marzia Sabella è stata, inoltre, una dei pm sulle tracce di Matteo Messina Denaro. Nel 2012, Sabella, il procuratore aggiunto di Palermo Teresa Principato e il pm Paolo Guido hanno più volte chiesto il rinvio di un'operazione di polizia al procuratore Francesco Messineo e al suo aggiunto, che coordinavano le indagini nella zona agrigentina, in quanto avrebbero potuto ostacolare le indagini su Matteo Messina Denaro: ma nel giugno 2012 la Procura ha dato il permesso alla maxi-operazione, che ha portato all'arresto di 49 persone (tra cui Leo Sutera, vecchio capomafia che i carabinieri del Ros seguivano per giungere proprio a Messina Denaro), scatenando le polemiche di Principato e dei pm del suo pool.
Dal 2013 al 2017 è stata distaccata a Roma presso la Commissione parlamentare antimafia. Quell'anno torna alla procura di Palermo come procuratrice aggiunta.

## Opere
- (con Serena Uccello), Nostro Onore. Una donna magistrato contro la mafia, Einaudi, 2014, ISBN 9788806205362.
- Lo sputo, Sellerio Editore Palermo, 2022, ISBN 8838943818
- Postfazione a Nino Rizzo, A casa di Cosa nostra. Psicoanalisi degli uomini e delle donne di mafia, la Bussola, 2023, ISBN 9791254742419.

## Premi
- Premio internazionale "Padre Pino Puglisi", 2006[8][9]